# Seznam japonských provincií

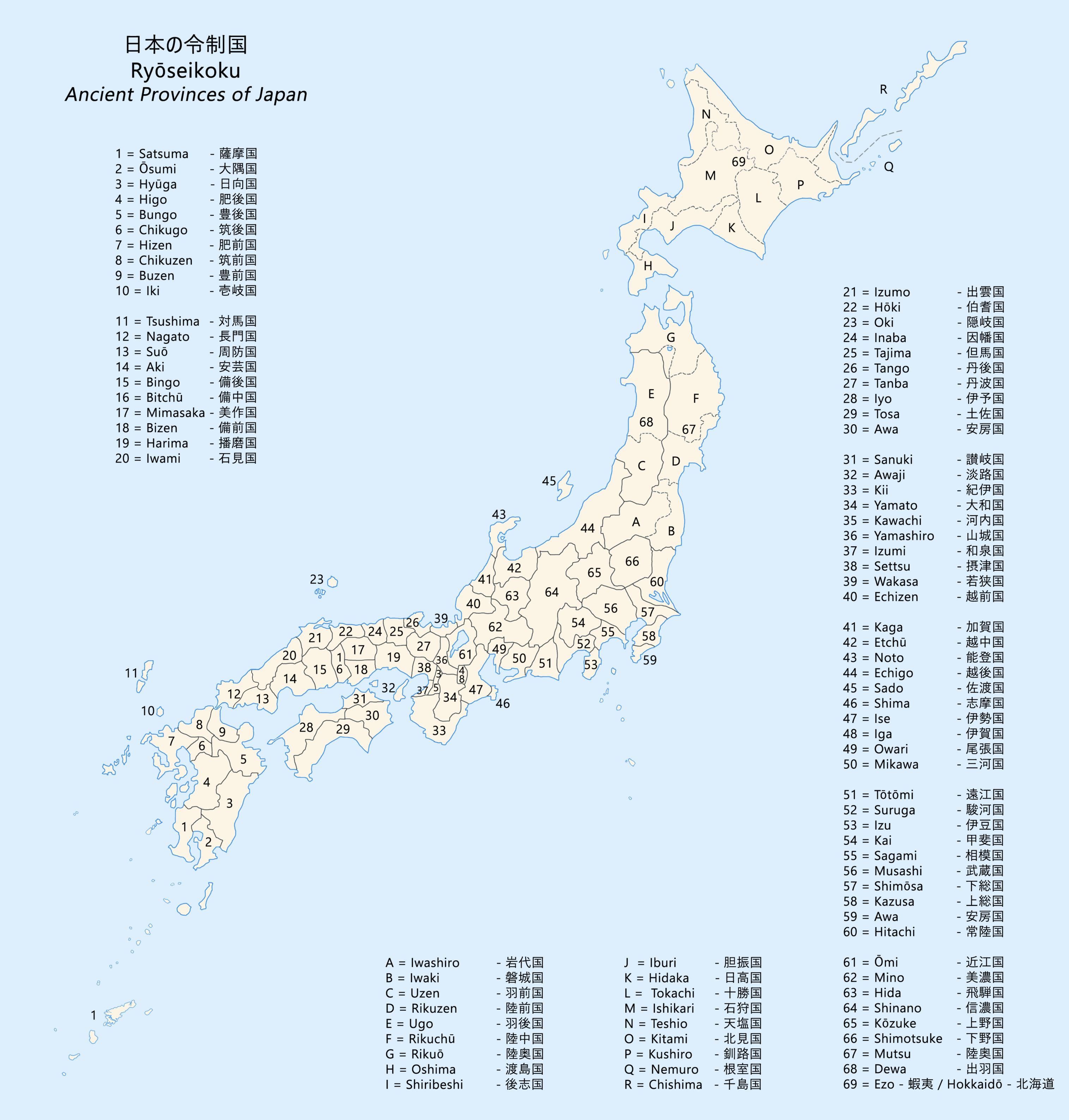
Bývalé japonské provincie

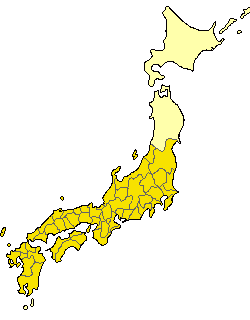
Provincie v letech 701–702

Provincie v období Kamakura do roku 1868

Japonské provincie od 7. století až do období Meidži.
Hranice provincií se měnily od konce období Nara a během období Meidži. Nicméně od období Heian až do období Edo zůstaly hranice bez změny. Následující seznam provincií je založen na Gokišičidó, včetně provincií, které existovaly pouze krátce. Provincie, které se nacházejí na Hokkaidó jsou uvedeny jako poslední. Do dnešního dne nebyl vydán žádný zákon, který by provincie zrušil. Jsou ale považovány za zcela zastaralé, i když jsou jejich názvy stále široce používané na označování přírodních jevů, v názvech společností a komerčních značek.

## Goki (五畿)

### Kinai(畿内 "Okolí hlavního města")
- Jamaširo no kuni (山城国) (původně také psaná jako 山背国 nebo 山代国; toto je provincie, v níž se nachází Kjóto)
- Jamato (大和国) (tehdy císařské sídlo) (psaná jako 倭国 v starobylých časech do vlády císařovny Genmei Tennó (元明 天皇), která založila první trvalé japonské hlavní město Nara, které se nacházelo v této provincii, v roce 710)
  - Cca 716–cca 738
    - Jamato (大和国)
    - Jošino-gen (芳野監)
- Kawači (河内国)
- Izumi (和泉国) (vytvořená v 716 z provincie Kawači jako Izumi Gen (和泉監); v roce 740 ji obsadila provincie Kawači, v roce 757 se znovu oddělila od provincie Kawači)
- Seccu (摂津国)

## Šičidó
- viz Kinai šičidó (五畿七道)

### Tókaidó (東海道)("Cesta/mez východního moře")
- Iga (伊賀国)
- Ise (伊勢国)
- Šima (志摩国) (oddělena od Ise na počátku 8. století)
- Owari (尾張国)
- Mikawa (三河国)
- Tótómi (遠江国) (doslova "Daleké sladkovodní moře," viz Jezero Hamana)
- Suruga (駿河国)
- Izu (伊豆国)
- Kai (甲斐国)
- Sagami (相模国)
- Musaši (武蔵国) (transformována z Tósandó v 771)
- Kazusa (上総国) (doslovně "Horní Fusa,", část starobylé provincie Fusa (捄国/総国))
- Awa (安房国) (oddělena od Kazusa v 718. Přestože byla obsazena provincií Kazusa v 741, Awa se oddělila od Kazusa v 781)
- Šimósa (下総国) (doslovně "Dolní Fusa,", část starobylé provincie Fusa (捄国/総国))
- Hitači (常陸国) (doslovně "Východ slunce," tj. / hi(日)-tači(立) – 日立 /, zahrnovala východní konec, ale čínské znaky používané na zapsání jména znamenaly "Konstantně-pevnina," tj. / hita(常)-[ta]či(陸) /)

### Tósandó(東山道) ( "Cesta/ mez východních hor")
- Ómi (近江国) (doslovně "(Zajímavosti) sladkovodního moře," viz jezero Biwa)
- Mino (美濃国)
- Hida (飛騨国)
- Šinano (信濃国)
  - Cca 721 až cca 738
    - Šinano (信濃国)
    - Suwa (諏訪国)
- Kózuke (上野国) (doslovně "Horní Keno (毛野)", část starobylé provincie Keno (毛野国))
- Šimocuke (下野国) (doslovně "Dolní Keno," část starobylé provincie Keno (毛野国))
- Mucu (陸奥国) (nazývané také Mičinoku陸奥 (みちのく), doslovně "Nejasné dálavy země")
  - Cca 718 na několik let
    - Mucu 陸奥国
    - Iwaki (石城国)
    - Iwase (石背国)

  - Od 1868
    - Mucu 陸奥国
    - Rikučú (陸中国)
    - Rikuzen (陸前国)
    - Iwaki (磐城国)
    - Iwaširo (岩代国)
- Dewa (出羽国)
  - Od 1868
    - Uzen (羽前国)
    - Ugo (羽後国)

### Hokurikudó北陸道 ( "Cesta/Mez severní země")
- Wakasa (若狭国)
- Ečizen (越前国)
- Kaga (oddělená od Provincie Ečizen v 823)
- Noto (oddělená od Eččú v 718; obsazena Eččú v 741, znovu se oddělila od Eččú v 757)
- Eččú (越中国)
- Ečigo (越後国)
- Sado (佐渡国) (Také byla obsazena Eččú v 743, Sado se oddělilo od Eččú v 752)

### San'indó (山陰道)("Cesta/mez stinné strany hor")
- Tanba (丹波国) (nazývaná také Tamba)
- Tango (丹後国) (oddělená od Tanbo v 713)
- Tadžima (但馬国)
- Inaba (因幡国)
- Hóki (伯耆国)
- Izumo (出雲国)
- Iwami (石見国)
- Oki (隠岐国) (skupina několika ostrovů v Japonském moři severně od prefektury Sima)

### San'jódó(山陽道) ("Cesta/mez sluneční strany hor")
- Harima (播磨国)
- Mimasaka (美作国) (oddělená od Bizen v 713)
- Bizen (備前国) (část starobylé provincie Kibi)
- Biččú (備中国) (část starobylé provincie Kibi)
- Bingo (備後国) (část starobylé provincie Kibi)
- Aki (安芸国)
- Suó (周防国)
- Nagato (長門国)

### Nankaidó(南海道) ("Cesta / mez jižního moře")
- Kii (紀伊国) (nazývaná i Ki)
- Awadži (淡路国) (doslovně Stezka do provincie Awa; největší ostrov v průlivu mezi hlavními japonskými ostrovy, nachází se na východ od poloostrova Kii na Honšú a na západ od Šikoku)
- Awa (阿波国)
- Sanuki (讃岐国)
- Ijo (伊予国)
- Tosa (土佐国)

### Saikaidó(西海道) ("Cesta/mez západního moře")
- Čikuzen (筑前国) (část starobylé provincie Čikuši)
- Čikugo (筑後国) (část starobylé provincie Čikuši)
- Buzen (豊前国) (část starobylé provincie Tojo)
- Bungo (豊後国) (část starobylé provincie Tojo)
- Hizen (肥前国) (část starobylé provincie Hi)
- Higo (肥後国) (část starobylé provincie Hi)
- Hjúga (日向国)
- Ósumi (大隈国) (oddělená od Hjúga v 713)
  - Od 702 do 734
    - Provincie Ósumi
    - Tane (多褹国) (malé ostrovy jižně od Kjúšú)
- Sacuma (薩摩国) (oddělená od Hjúga v 702)
- Iki (壱岐国) (ostrov v regionu Genkai-Nada v Japonském moři severně od Kjúšú)
- Cušima (対馬国) (対馬国) (pár ostrovů mezi Japonskem a Koreou, oddělujících Korejskou úžinu od Cušimské úžiny)

## Ostatní

### Hokkaidó(北海道) ("Cesta/ mez severního moře")
Přejmenovaný region Ezo na Hokkaidó, a vytvořených 11 provincií (1869–1882)
- Ošima (渡島国)
- Širibeši (後志国)
- Iburi (胆振国)
- Išikari (石狩国)
- Tešio (天塩国)
- Kitami (北見国)
- Hidaka (日高国)
- Tokači (十勝国)
- Kuširo (釧路国)
- Nemuro (根室国)
- Čišima (千島国) (Po Petrohradské dohodě z 1875, Japonsko postoupilo ostrov Urup (得撫島) a vytvořilo okresy Urup (得撫郡), Šimuširu (新知郡) a Šumušu (占守郡))